# Cantonul Valence-2
Cantonul Valence-2 este un canton din arondismentul Valence, departamentul Drôme, regiunea Rhône-Alpes, Franța.

## Comune
| Comune                                             | Populație (1999) | Cod poștal | Cod INSEE |
| -------------------------------------------------- | ---------------- | ---------- | --------- |
| Valence (chef-lieu du canton), fraction de commune | 14 782           | 26000      | 26362     |